# Fritz Pokropp
Fritz Pokropp (* 5. Mai 1939 in Prausken) ist ein deutscher Mathematiker.

## Leben
Nach der Promotion 1965 zum Dr. rer. nat. an der Universität Hamburg bei Helmut Karzel (Dicksonsche Fastkörper) und der Habilitation 1972 ebenda lehrte er von 1972 bis 1977 als Privatdozent für Statistik und Mathematische Wirtschaftstheorie, von 1977 bis 1978 als wissenschaftlicher Rat und Professor für Statistik und Mathematische Wirtschaftstheorie, von 1979 bis 1983 Professor für Statistik und Mathematische Wirtschaftstheorie und danach als Professor für Angewandte Stochastik an der Helmut-Schmidt-Universität.

## Schriften (Auswahl)
- Aggregation von Produktionsfunktionen. Klein-Nataf-Aggregation ohne Annahmen über Differenzierbarkeit und Stetigkeit . Berlin, Heidelberg: Springer 1972, ISBN 0-387-06019-7.
- Einführung in die Statistik. Göttingen: Vandenhoeck und Ruprecht, 1977, 2. Aufl. 1990, ISBN 3-525-13153-4.
- Lineare Regression und Varianzanalyse. Oldenbourg, München / Wien 1994, ISBN 3-486-22997-4, doi:10.1515/9783486786682.
- Stichproben. Theorie und Verfahren. München: Oldenbourg, 2. Auflage 1996, ISBN 3-486-23856-6.
- Was SPSS rechnet : Grundlagen der angewandten Statistik mit SPSS , Aachen: Shaker 2002